# Lowestoft

Lowestoft é uma cidade em Suffolk, Ânglia Oriental, Inglaterra, que está entre a borda leste do The Broads National Park em Oulton Broad e o Mar do Norte. Nesta cidade nasceu o famoso compositor e pianista do século XX Benjamin Britten.